# (19944) 1981 EF31
A (19944) 1981 EF31 a Naprendszer kisbolygóövében található aszteroida. Schelte J. Bus fedezte fel 1981. március 2-án.